# Schlauchwehr

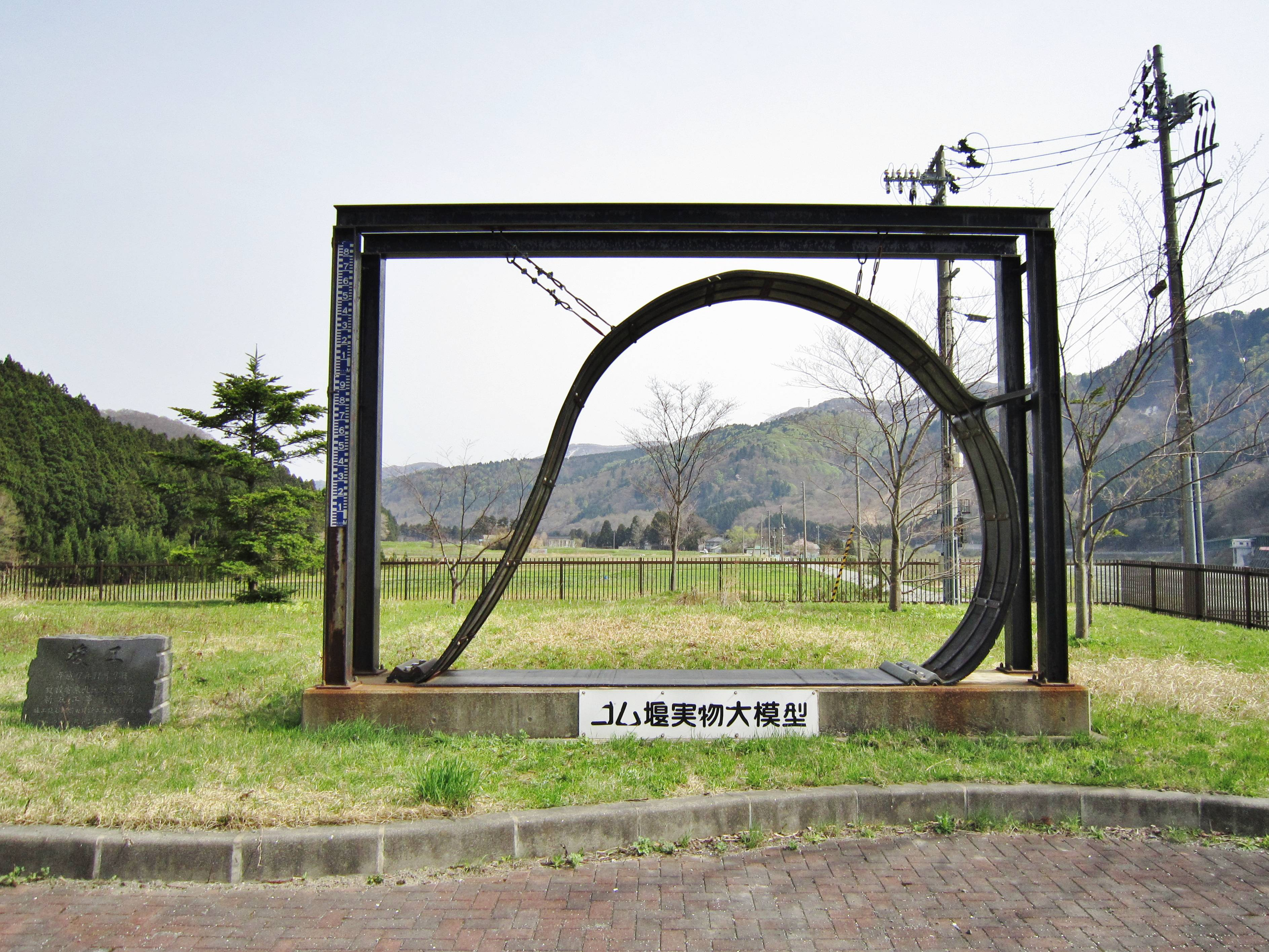
Präsentation eines kurzen Abschnitts der Membran eines Schlauchwehres. Die Membran wird von zwei Klemmschienen auf dem Fundament verankert. Da kein Innendruck anliegt hält ein Hilfsrahmen mit Abspannungen das Membranstück aufrecht. (Shōnai, Präfektur Yamagata, Japan)

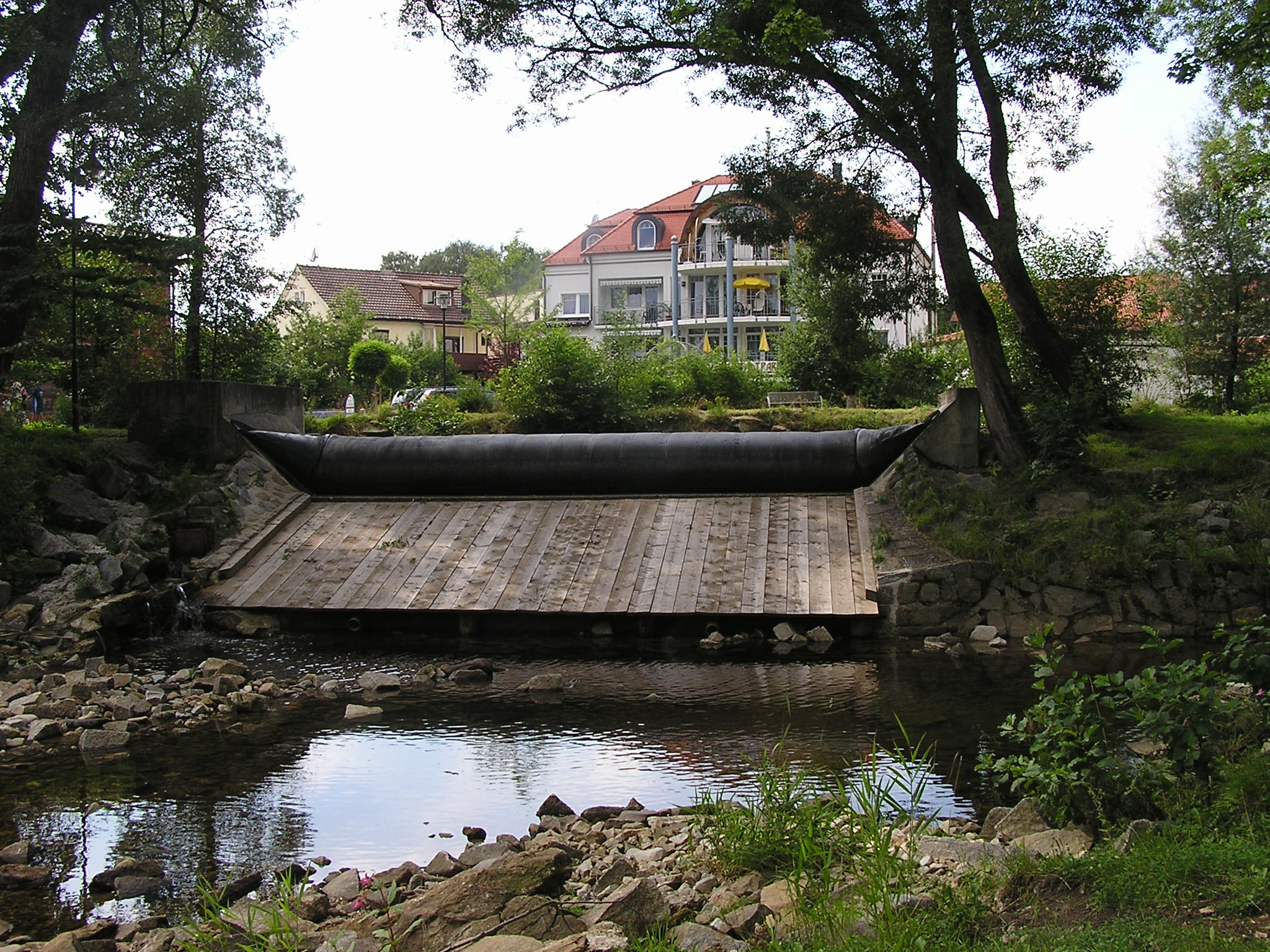
Ein Schlauchwehr in Zwiesel am Regen (Bayern)

Eine einfache und kostengünstige Konstruktionsweise für ein Stauwehr bei kleineren Wasserläufen ist das Schlauchwehr. Durch die Verwendung eines mit Wasser oder Luft gefüllten Schlauches zur Behinderung des Wasserflusses und zur Einstellung der Stauhöhe entfallen eine aufwändige Konstruktion des Fundaments sowie zahlreiche teure mechanische Teile, wie sie bei anderen Wehrtypen erforderlich sind. Schlauchwehre eignen sich besonders zum Einsatz in kleinen und mittelgroßen Flüssen und werden beim Ersatz alter Anlagen zur Wasserstandsregulierung zunehmend verwendet.

## Technik

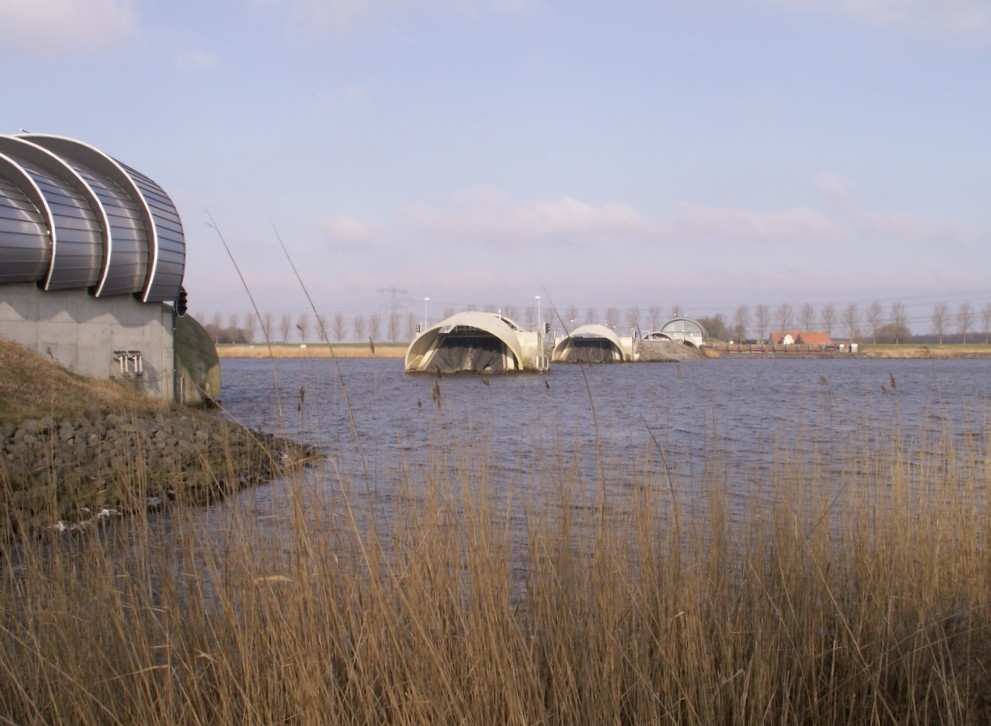
Der Schlauchdamm bei Ramspol

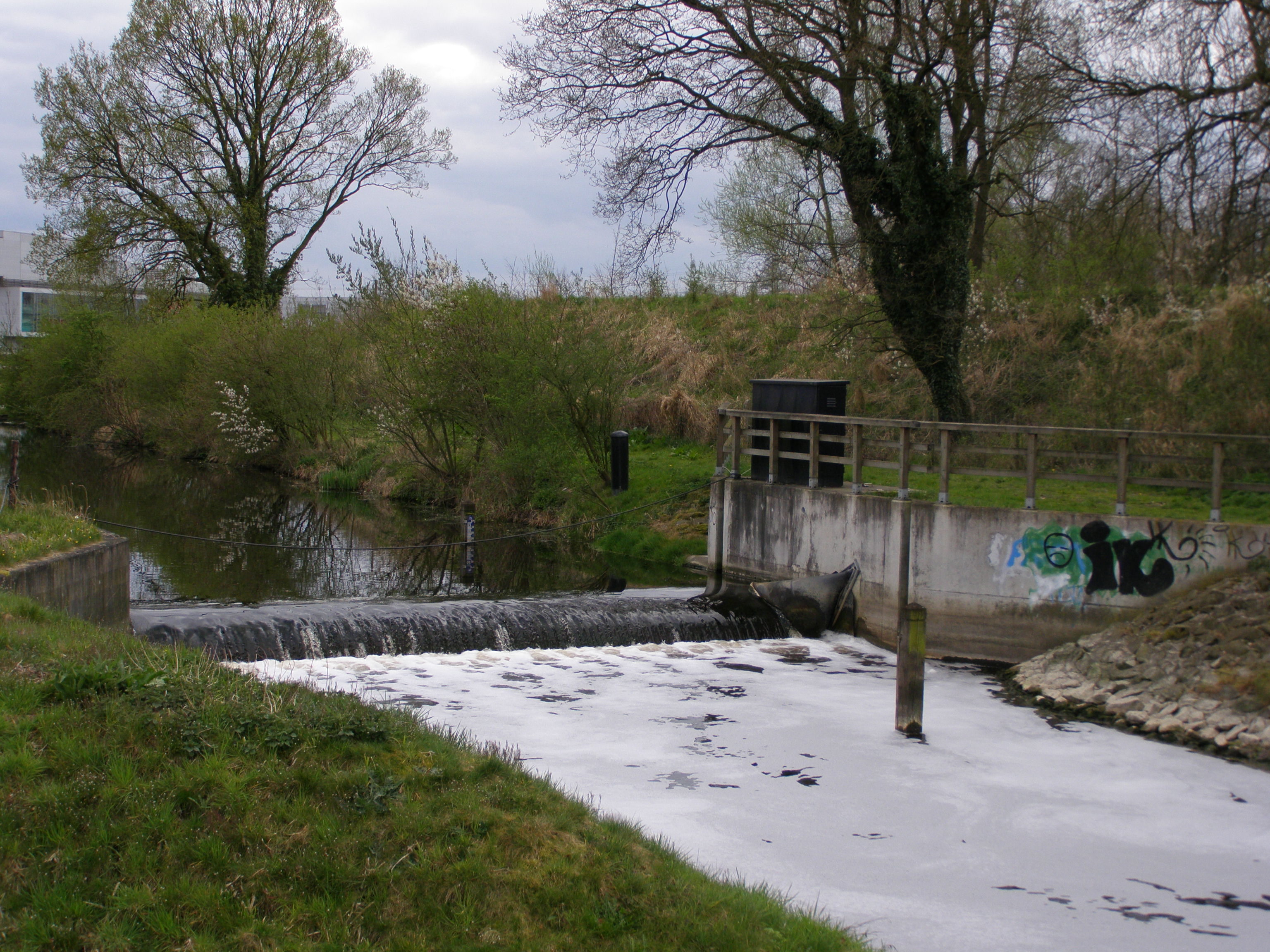
Ein Schlauchdamm bei Borne in den Niederlanden

In einem Betonfundament an der Flusssohle und den seitlichen Wänden wird ein flexibler Schlauch befestigt, der mit Wasser, Luft oder einem heterogenen Gemisch beider Medien befüllt wird. Durch das Befüllen des Schlauches und die daraus resultierende Volumenzunahme hebt sich die Schlauchoberkante und behindert den Wasserfluss. Dadurch erhöht sich der Pegel des Oberwassers. Das Schlauchmaterial besteht vorwiegend aus einer Elastomermembran mit eingelegtem Gewebe (z. B. aus Polyester oder Polyamid) zur Stabilisierung. Die Befestigung der Elastomermembran am Wehrkörper erfolgt über Klemmschienen, welche sich abhängig vom Hersteller sowohl innerhalb als auch außerhalb des Schlauches befinden können. Im unbefüllten Zustand faltet sich der Schlauch zusammen und legt sich fast flach auf den Wehrkörper ab. Dadurch können Schäden am Wehr im Hochwasserfall weitestgehend vermieden werden. Durch Entlüftungsventile, Entlüftungsleitungen sowie ggf. den Einsatz von Pumpen wird sichergestellt, dass sich der Schlauch bei jedem Umweltzustand vollständig entleeren und zusammenfalten lässt.
Die Technologie wird unter der Bezeichnung Schlauchdamm respektive Schlauchsystem inzwischen erfolgreich eingesetzt zum Zurückdämmen von Hochwasser bei Gewässerbreiten (Staubreiten) von mehreren hundert und Stauhöhen bis zu zehn Metern (z. B. Schlauchdamm bei Ramspol, Niederlande), zur Erhöhung des Stauraums von Talsperren sowie als Notfalleinrichtung zum Hochwasserschutz.

## Vor- und Nachteile
Der Vorteil von Schlauchwehren gegenüber herkömmlichen höhenverstellbaren Wehren liegt in der vergleichsweise einfachen Konstruktionsweise und dem geringen Wartungsaufwand. Ein Schlauchwehr kommt ohne aufwändige Antriebstechnologie (z. B. Hydraulikzylinder oder Kettenantriebe) sowie Lager aus. Ein komplexes Fundament zur Versenkung des Wehres ist nicht notwendig.
Der Nachteil solcher Wehre ist
- die mangelnde Überfahrbarkeit für Boote vom Oberwasser
- die Unüberwindlichkeit für Fische vom Unterwasser
- eingeschränkte Lebensdauer des Elastomers aufgrund der Exposition zur UV-Strahlung der Sonne
- die nur grob mögliche Regulierung der Stauhöhe

## Regulierung des Wasserstands
Der Oberwasserstand des Wehres kann durch Befüllen oder Entleeren des Schlauches eingestellt werden. Hierbei liegt der Druck im Inneren des Schlauches bei wassergefüllten Wehren um etwa 20 bis 60 Prozent über der Druckhöhe des Oberwasserstands. Bei wasserbefüllten Wehren erfolgt die Einstellung des angestrebten Drucks zumeist durch einen Steuerschacht, der mit Hilfe einer Pumpe mit Wasser befüllt wird. Der Steuerschacht ist hydraulisch mit dem Schlauchinneren verbunden. Als Wirkung der Wassersäule im Steuerschacht ergibt sich somit der Innendruck im Schlauchwehr. Bei luftgefüllten Wehren wird der Innendruck über einen Verdichter aufgebaut und reguliert.

### Füllmedium

#### Wasser
Durch das hohe Eigengewicht des Wassers ergibt sich eine flacherer, elliptischer Querschnitt des Schlauchs. Dies bedingt einen höheren Materialbedarf zum Erreichen einer bestimmten Stauhöhe im Vergleich zum Füllmedium Luft.
Aus der höheren Trägheit des gefüllten Schlauches ergibt sich eine geringere Schwingungsneigung.
Die geringe Kompressibilität des Füllmediums bewirkt eine erhöhte Formstabilität des Schlauches und gleichmäßigere Überströmung.
Bei Temperaturen unterhalb des Gefrierpunkts kann der Schlauch einfrieren. Ein kontinuierliches Überströmen des Wehres sowie Zirkulation und ggf. Beheizung des Füllmediums wirkt dem entgegen.
Der meist vorgesehene Steuerschacht erfordert ein aufwändigeres Fundament.
Mit dem einströmenden Wasser gelangen Schmutz und Organismen in Schlauch und Füllleitung.

#### Luft
- Kreisähnliche Schlauchform bedingt durch das geringe Eigengewicht des Füllmediums. Daraus resultiert ein geringerer Materialbedarf zum Erreichen einer bestimmten Stauhöhe, verglichen mit dem Füllmedium Wasser. Dies führt zu einer Reduktion der Materialkosten.
- Erhöhte Schwingungsanfälligkeit
- Aus der Kompressibilität des Füllmediums resultieren Verformungen des Schlauches bei Änderungen in der An- und Überströmung bis zum Einknicken des Wehres.
- Wartung des Wehres durch Begehung des Schlauches möglich
- Geringere Füll- und Entleerungszeiten

#### Luft-Wasser
Bei der Verwendung von Luft und Wasser innerhalb eines Schlauchwehres ergeben sich die Vor- und Nachteile beider Medien.

## Geschichte
Ein erstes wassergefülltes Schlauchwehr wurde bereits Mitte der 1950er-Jahre in den USA errichtet. Als Erfinder der Technologie gilt der beim Los Angeles Department of Water and Power arbeitende Ingenieur Norman Imbertson. 1956 ging das erste Wehr am Los Angeles River in Betrieb. 1978 stellte Bridgestone ein luftgefülltes Schlauchwehr vor. Heute sind mehr als 2.500 Anlagen im Betrieb, davon über 2.000 in Japan.